# Сафоново (град)
Сафоново (на руски: Сафоново) е град в Русия, административен център на Сафоновски район, Смоленска област. Населението на града към 1 януари 2018 година е 42 147 души.

## История
Селището е упоменато през 1859 година, през 1952 година получава статут на град.

## География
Градът е разположен на 213 метра надморска височина, на 102 км източно от Смоленск и на 300 км западно от столицата Москва.